# Inerkhaouy
Inerkhaouy, fils de Hay est « chef d'équipe dans la place de Vérité » : le serviteur dans la Place de Vérité est, ici, un chef-artisan (souvent créateur « pluridisciplinaire » dans l'ancienne Égypte). Il résidait dans le village de Deir el-Médineh, où résidait la communauté chargée de construire les tombeaux et temples funéraires des pharaons du Nouvel Empire, ici lors de la XXe dynastie.
Sa tombe, la numéro TT359, est située à Deir el-Médineh.